# Беденбостель
Беденбостель (нем. Beedenbostel) — община в Германии, в земле Нижняя Саксония.
Входит в состав района Целле. Подчиняется управлению Лахендорф. Население составляет 1049 человек (на 31 декабря 2010 года). Занимает площадь 7,82 км².
| Год  | Население |
| ---- | --------- |
| 1990 | 848       |
| 1995 | 990       |
| 2000 | 1042      |
| 2005 | 1052      |
| 2010 | 1063      |